# HD 167965
HD 167965 är en ensam stjärna belägen i den norra delen av stjärnbilden Lyran. Den har en skenbar magnitud av ca 5,56 och är svagt synlig för blotta ögat där ljusföroreningar ej förekommer. Baserat på parallaxmätning inom Hipparcosuppdraget på ca 5,5 mas, beräknas den befinna sig på ett avstånd på ca 590 ljusår (ca 181 parsek) från solen. Den rör sig närmare solen med en heliocentrisk radialhastighet på ca -20 km/s.

## Egenskaper
HD 167965 är en blå till vit underjättestjärna av spektralklass B7 IV. Den har en radie som är ca 3 solradier och har ca 338 gånger solens utstrålning av energi från dess fotosfär vid en effektiv temperatur som är >11 000 K.